# 版画 (ドビュッシー)
『版画』（はんが、フランス語: Estampes）は、1903年に完成されたクロード・ドビュッシーのピアノ曲集である。『映像』とともに印象主義音楽のピアノ曲の書法を確立した作品である。以下の独立した3曲からなる。

## 各曲

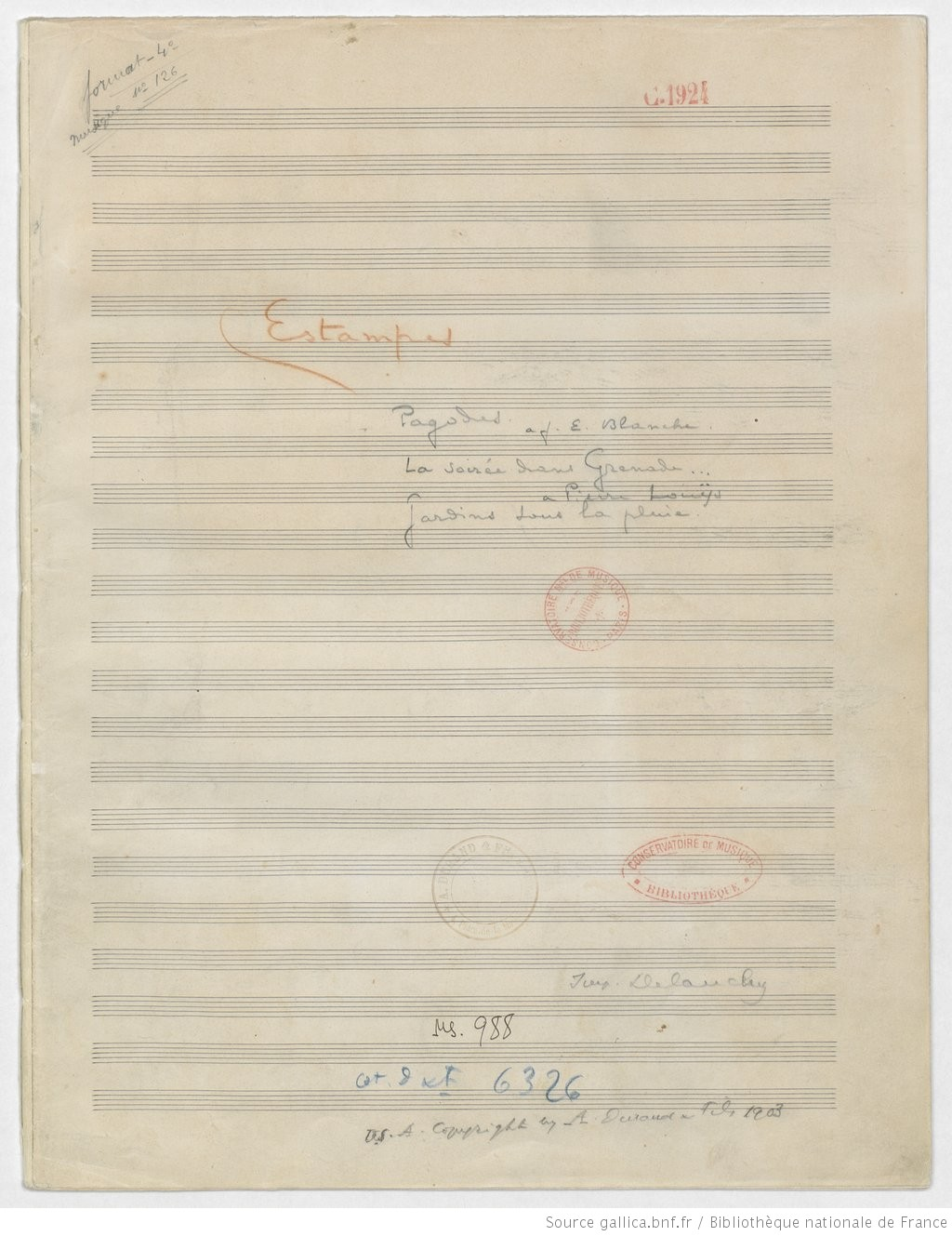
『版画』自筆譜表紙（1903）

版画は、3つの異なる土地を連想させる。

### 塔（パゴダ）
原題：Pagodes
ガムラン音楽の影響も見られるものの、ペンタトニックを用いてインドシナの民族音楽を模倣しており、アジアを暗示している。演奏時間はおおむね約4分半。

### グラナダの夕べ
原題：La soirée dans Grenade...
ギターの掻き鳴らしの模倣とロマの音階（ハンガリー音階）の利用によって、スペイン情緒を掻き立てている。作曲当時のドビュッシーのスペイン体験といえば、サンセの街で数時間を過ごしたことだけであった。しかし、スペインの作曲家マヌエル・デ・ファリャは、「1小節たりともスペイン民謡からは借用されていないにもかかわらず、作品全体が、ほとんどの細部において、スペインを見事に描き切っている」と評した。さらに、ドビュッシーの死後に追悼として作曲した『ドビュッシーの墓のために』（1920年）において本曲を引用している。演奏時間はおおむね約5分半。

### 雨の庭
原題：Jardins sous la pluie
『忘れられた映像』第3曲の改作であり、フランスの童謡『もう森になんか行かない』 (Nous n'irons plus au bois ) や『眠れ坊や眠れ』 (Dodo, l'enfant do)が引用され、ドビュッシーの母国フランスの庭園に篠突く雨が描写されている。この曲では、半音階、全音音階、長調、短調が混在している。演奏時間はおおむね約3分。
初演は1904年1月9日に、リカルド・ビニェスによって行われた。